# Првослав Радојевић
Првослав Радојевић (1280.) казнац, је био српски племић у служби краљице Јелене Анжујске (супруга 1245–76; удовица 1276–1314 српског краља Стефана Уроша I), са титулом казнаца (камерарија, камерриуса). 
Првослав је био међу првима на српском двору, бринући се о државним финансијама. Био је провинцијски казнац, за разлику од краљевског (државног) великог казнаца. Краљица Јелена била је супруга краља Стефана Уроша I (р. 1243–76) и мајка краљева Стефана Драгутина (р. 1276–82) и Стефана Милутина (р. 1282–1321). Краљица је управљала Зетом и Требињем за време владавине својих синова, до 1309. године. 
Првослав Радојевић се помиње као служитељ краљице у Требињу у документу од 8. фебруара 1280. године (Первосцлаву с Радоевић цамерариус Домине Регине ин Трибигна). Ово такође показује да је краљица Јелена имала свој казнац у Требињу. Његову функцију је наследио Мрњава, за кога се зна да је ту функцију обављао између 1288. и 1290. године (вероватно нешто раније).